# Sosibia guangdongensis
Sosibia guangdongensis är en insektsart som beskrevs av Chen, S.C. och Z. Chen 2000. Sosibia guangdongensis ingår i släktet Sosibia och familjen Diapheromeridae. Inga underarter finns listade i Catalogue of Life.